# 歌賦山變壓站
歌賦山變壓站是香港僅存於戰前興建的電力變壓站，位於香港島太平山頂歌賦山道近山頂道交界，現已被列為香港三級歷史建築。
歌賦山變壓站於1940年由香港電燈興建，現時仍用作變壓站之用，主要為附近街道供應電力。由於變壓站的機器隨科技進步而令其體積縮小，變壓站部份多出來的空間已改作車房之用。